# Le Plat Pays
Le Plat Pays (Frans) of, in het Nederlands, Mijn vlakke land is een nummer uit 1962 van de Belgische zanger Jacques Brel, die het lied in beide talen vertolkte.
De nummers op de B-kant van de Franstalige single waren Casse-Pompon en Les Biches. Op de Nederlandstalige single was de B-kant het liedje De Nuttelozen van de Nacht.

## Geschiedenis
Het gedicht La Venoge van zijn Zwitserse vriend Jean Villard Gilles over de kleine rivier de Venoge in het kanton Vaud inspireerde hem om het nummer te schrijven. Het platte land waar Brel aan refereert in het lied is West-Vlaanderen, de regio in België waar zijn familie oorspronkelijk vandaan kwam. Het is een regio met veel open velden en weinig bomen. Omdat het landschap niet alleen typerend is voor West-Vlaanderen maar ook voor grote delen van België en Nederland (de Lage Landen), is het nummer populair in beide landen. De Franstalige tekst is van Jacques Brel, de Nederlandstalige van Ernst van Altena.

## Meewerkende artiesten
- François Rauber (dirigent)
- Gérard Jouannest (piano)
- Jacques Brel (zang)
- Jean Corti (accordeon)[5]

## Covers
Het nummer werd door tal van artiesten gecoverd. Nederlandse coverversies werden uitgebracht door onder andere Will Ferdy, Will Tura, Mama's Jasje, Jo Lemaire (live), Mich & Scene en Cecille Van Dijck (in samenwerking met Tars Lootens). De zangeres Lianne Abeln nam de Groningse versie Mien Slichte Laand op en de Friese zanger Douwe Heeringa een versie in het Frysk It flakke lân. Bekende Franstalige covers werden uitgebracht door Fernando Lameirinhas, L'Âme des Poètes, Bruno Brel (in samenwerking met Micheline) en ten slotte Pierre Vaiana (in samenwerking met Pierre Van Dormael en Jean-Louis Rassinfosse). Ovidi Montllor, een zanger uit Valencia, schreef een sterk aangepaste versie, El meu poble Alcoi (Mijn geboortedorp Alcoi), die hij opdroeg aan de plaats waar hij geboren was en opgroeide.
De Waalse komische groep Les Snuls samplede het woord "avec" uit dit nummer en maakte er hun eigen nummer van: Avec. Aan het slot van het lied is ook een sample uit Ne me quitte pas te horen.

## Verwijzingen
In de originele Franstalige versie van Asterix en de Belgen vertelt de Belgische leider  dat in zijn platte land oppidums de enige bergen zijn. Dit verwijst naar de tekst "Avec des cathédrales pour uniques montagnes" uit Le plat pays.

## Hitnoteringen

### NPO Radio 2 Top 2000
| Nummer met noteringen in de NPO Radio 2 Top 2000 | '99 | '00 | '01 | '02 | '03 | '04 | '05 | '06 | '07 | '08 | '09 | '10 | '11 | '12 | '13 | '14 | '15 | '16  | '17  | '18  | '19  | '20  | '21  | '22  | '23  | '24  |
| ------------------------------------------------ | --- | --- | --- | --- | --- | --- | --- | --- | --- | --- | --- | --- | --- | --- | --- | --- | --- | ---- | ---- | ---- | ---- | ---- | ---- | ---- | ---- | ---- |
| Mijn vlakke land                                 | 321 | 442 | 470 | 393 | 368 | 304 | 330 | 292 | 331 | 315 | 359 | 404 | 565 | 681 | 610 | 764 | 762 | 1034 | 1018 | 1185 | 1363 | 1532 | 1157 | 1546 | 1690 | 1741 |

1. ↑  Een vetgedrukt getal geeft de hoogste notering aan.

### Evergreen Top 1000
| Evergreen Top 1000 "Mijn Vlakke Land - Jacques Brel" | Evergreen Top 1000 "Mijn Vlakke Land - Jacques Brel" | Evergreen Top 1000 "Mijn Vlakke Land - Jacques Brel" | Evergreen Top 1000 "Mijn Vlakke Land - Jacques Brel" | Evergreen Top 1000 "Mijn Vlakke Land - Jacques Brel" | Evergreen Top 1000 "Mijn Vlakke Land - Jacques Brel" | Evergreen Top 1000 "Mijn Vlakke Land - Jacques Brel" | Evergreen Top 1000 "Mijn Vlakke Land - Jacques Brel" | Evergreen Top 1000 "Mijn Vlakke Land - Jacques Brel" | Evergreen Top 1000 "Mijn Vlakke Land - Jacques Brel" | Evergreen Top 1000 "Mijn Vlakke Land - Jacques Brel" | Evergreen Top 1000 "Mijn Vlakke Land - Jacques Brel" | Evergreen Top 1000 "Mijn Vlakke Land - Jacques Brel" | Evergreen Top 1000 "Mijn Vlakke Land - Jacques Brel" | Evergreen Top 1000 "Mijn Vlakke Land - Jacques Brel" | Evergreen Top 1000 "Mijn Vlakke Land - Jacques Brel" | Evergreen Top 1000 "Mijn Vlakke Land - Jacques Brel" |
| Jaar                                                 | 2008                                                 | 2009                                                 | 2010                                                 | 2011                                                 | 2012                                                 | 2013                                                 | 2014                                                 | 2015                                                 | 2016                                                 | 2017                                                 | 2018                                                 | 2019                                                 | 2020                                                 | 2021                                                 | 2022                                                 | 2023                                                 |
| ---------------------------------------------------- | ---------------------------------------------------- | ---------------------------------------------------- | ---------------------------------------------------- | ---------------------------------------------------- | ---------------------------------------------------- | ---------------------------------------------------- | ---------------------------------------------------- | ---------------------------------------------------- | ---------------------------------------------------- | ---------------------------------------------------- | ---------------------------------------------------- | ---------------------------------------------------- | ---------------------------------------------------- | ---------------------------------------------------- | ---------------------------------------------------- | ---------------------------------------------------- |
| Positie                                              | 172                                                  | 841                                                  | 829                                                  | 829                                                  | 889                                                  | 271                                                  | 118                                                  | 266                                                  | 169                                                  | 308                                                  | 258                                                  | 317                                                  | 422                                                  | 286                                                  | 359                                                  | 380                                                  |